# ジャンムー・カシミール人民民主党
ジャンムー・カシミール人民民主党（ジャンムー・カシミールじんみんみんしゅとう、英語: Jammu and Kashmir Peoples Democratic Party）は、インドの政党。地方政党の一つでジャンムー・カシミール州を中心に活動している。

## 党史
1999年7月28日、元内務大臣のムフティ・モハンマド・サイードによって設立される。2002年に実施されたジャンムー・カシミール州議会選挙では議席を獲得し、国民会議派との連立政権を樹立している。はじめの3年間（2002年から2005年）はサイードが、次の3年間（2005年から2008年）は国民会議派のグラーム・ナビ・アザッドがそれぞれ州首相として州政権を担った。2004年連邦下院選では、1議席を獲得し統一進歩同盟に加わった。その後、2009年1月には統一進歩同盟から離脱し、同年5月に開票された連邦下院選挙では議席を獲得することができなかった。2014年5月に開票された連邦下院選挙では3議席を獲得している。続く同年12月開票のジャンムー・カシミール州議会選挙では過半数に届かなかったものの第1党に躍り出る結果となった。州議会第2党となったインド人民党との連立交渉に成功し、サイードは2期目の州政権を発足させた。2016年1月7日にサイードが亡くなると、彼の娘であるメボーバ・マフティが州首相に就任している。